# فريدريك صموئيل واليس
فريدريك صموئيل واليس (بالإنجليزية: Frederick Samuel Wallis)‏ هو كاتب ومؤرخ ونقابي وقاضي صلح ‏ وطباع وسياسي أسترالي وبريطاني (وحمل سابقاً جنسية المملكة المتحدة لبريطانيا العظمى وأيرلندا)، ولد في 22 نوفمبر 1857 في أستراليا، وتوفي في 13 نوفمبر 1939 في أديلايد في أستراليا. حزبياً، نشط في حزب العمال الأسترالي (فرع جنوب أستراليا) ‏ ( – سبتمبر 1918).

## مناصب
- انتخب رئيس سكرتارية جنوب أستراليا [الإنجليزية]‏ (3 يونيو 1910 – 17 فبراير 1912).
- انتخب رئيس سكرتارية جنوب أستراليا [الإنجليزية]‏ (27 مارس 1909 – 5 يونيو 1909).
- انتخب عضو مجلس جنوب أستراليا التشريعي عن دائرة Central District No. 2 (South Australian Legislative Council) [الإنجليزية]‏ وقد انضم خلال فترته النيابية (1915 – 8 أبريل 1921) للكتلة البرلمانية حزب العمال الأسترالي (فرع جنوب أستراليا) [الإنجليزية]‏.
- انتخب عضو مجلس جنوب أستراليا التشريعي عن دائرة Central District No. 1 (South Australian Legislative Council) [الإنجليزية]‏ وقد انضم خلال فترته النيابية (2 مارس 1907 – 1915) للكتلة البرلمانية حزب العمال الأسترالي (فرع جنوب أستراليا) [الإنجليزية]‏.